# 5027 Androgeos
5027 Androgeos eller 1988 BX1 är en trojansk asteroid i Jupiters lagrangepunkt L4. Den upptäcktes 21 januari 1988 av den amerikanska astronomen Carolyn S. Shoemaker vid Palomar-observatoriet. Den är uppkallad efter Androgeos i den grekiska mytologin.
Asteroiden har en diameter på ungefär 59 kilometer.